# Kanton Châtellerault-1
Der Kanton Châtellerault-1 ist seit 2015 ein französischer Wahlkreis für die Wahl des Départementrats im Arrondissement Châtellerault, im Département Vienne und in der Region Nouvelle-Aquitaine; sein Bureau centralisateur befindet sich in Châtellerault.

## Gemeinden
Der Kanton besteht aus acht Gemeinden und Gemeindeteilen mit insgesamt 25.485 Einwohnern (Stand: 1. Januar 2022) auf einer Gesamtfläche von 186,06 km²:
| Gemeinde               | Einwohner 1. Januar 2022 | Fläche km² | Dichte Einw./km² | Code INSEE | Postleitzahl |
| ---------------------- | ------------------------ | ---------- | ---------------- | ---------- | ------------ |
| Châtellerault          | 8.494                    | 12,38      | 686              | 86066      | 86100        |
| Colombiers             | 1.418                    | 20,77      | 68               | 86081      | 86490        |
| Lencloître             | 2.490                    | 19,04      | 131              | 86128      | 86140        |
| Naintré                | 5.954                    | 24,86      | 240              | 86174      | 86530        |
| Ouzilly                | 954                      | 10,63      | 90               | 86184      | 86380        |
| Saint-Genest-d’Ambière | 1.211                    | 32,06      | 38               | 86221      | 86140        |
| Scorbé-Clairvaux       | 2.177                    | 22,85      | 95               | 86258      | 86140        |
| Thuré                  | 2.787                    | 43,47      | 64               | 86272      | 86540        |
| Kanton Châtellerault-1 | 25.485                   | 186,06     | 137              | 8602       | –            |

1. ↑   Nur der südöstliche Teil der Gemeinde, der Rest verteilt sich auf die Kantone Châtellerault-2 und Châtellerault-3.